# بنجامين بيل (لاعب كرة طائرة)
بنجامين بيل (بالإنجليزية: Benjamin Bell)‏ (24 فبراير 1990 - ) هو لاعب كرة طائرة أسترالي.